# Rara avis
Pour les articles homonymes, voir Rara avis (homonymie).
 Rara avis est une nouvelle d’Anton Tchekhov.

## Historique
Rara avis est initialement publié dans la revue russe Les Éclats, no 29, du 19 juin 1886, sous le pseudonyme de Rouvière. 
C'est une nouvelle très courte, de moins de vingt-cinq lignes.

## Résumé
Un auteur de roman policier demande à un détective de lui présenter des assassins, des faux-monnayeurs, des maitres-chanteurs, des prostituées et des maquereaux. 
« C’est possible », répond le détective.
L’auteur lui demande de lui présenter également des « personnes absolument honnêtes ». 
« Hum !  fait le détective, je vais chercher... »

## Édition française
- Rara avis, traduit par Edouard Parayre, Les Editeurs Français Réunis, 1958.